# Morley (Yorkshire del Oeste)
Morley es una ciudad en el condado de West Yorkshire, Inglaterra, en la ciudad metropolitana de Leeds y se sitúa cinco millas de suroeste del centro de ciudad de Leeds. Con una población estimada de 47.579 que fue registrado por el censo 2001.
.
Morley está construida, como Roma, sobre siete colinas: Scatcherd Hill, Dawson Hill, Daisy Hill, Chapel Hill, Hunger Hill, Troy Hill and Banks Hill.